# NGC 1253
NGC 1253 é uma galáxia espiral barrada (SBc) localizada na direcção da constelação de Eridanus. Possui uma declinação de -02° 49' 23" e uma ascensão recta de 3 horas, 14 minutos e 09,2 segundos.
A galáxia NGC 1253 foi descoberta em 20 de Setembro de 1784 por William Herschel.